# Monothérapie
Une monothérapie est un traitement médicamenteux ne comprenant qu'une seule molécule thérapeutique.

## Vocabulaire
On parle de monothérapie quand pour une maladie donnée, une seule molécule est prescrite. Le concept s'oppose donc à la bithérapie (deux molécules sont prescrites simultanément, et non séquentiellement) pour une maladie donnée, la trithérapie (trois molécules simultanées) et plus généralement les multithérapies.
Attention : une multithérapie peut très bien se présenter sous la forme d'un seul médicament, c'est le cas de nombreux traitements utilisés contre l'infection par le VIH et le sida où une trithérapie peut être prescrite sous la forme d'un seul médicament (par exemple l'association emtricitabine, ténofovir et disoproxil) ce qui ne constitue pas une monothérapie.
À un temps donné, le concept de monothérapie ne s'applique que pour le traitement d'une maladie d'un patient, et non pas pour le traitement de toutes les maladies d'un patient. Ainsi un patient qui souffre de plusieurs maladies en même temps peut recevoir plusieurs monothérapies (par exemple pour chacune de ses maladies) lesquelles ne constituent pas ensemble une multithérapie.

## Fréquence d'emploi
Dans certains domaines de la médecine, la complexité de la maladie, l'augmentation des résistances au traitement, l'efficacité relative des molécules médicamenteuses disponibles rendent le recours à la monothérapie de moins en moins fréquent voire déconseillé. C'est le cas en particulier de nombreuses maladies infectieuses
.